# 성인 (종교)

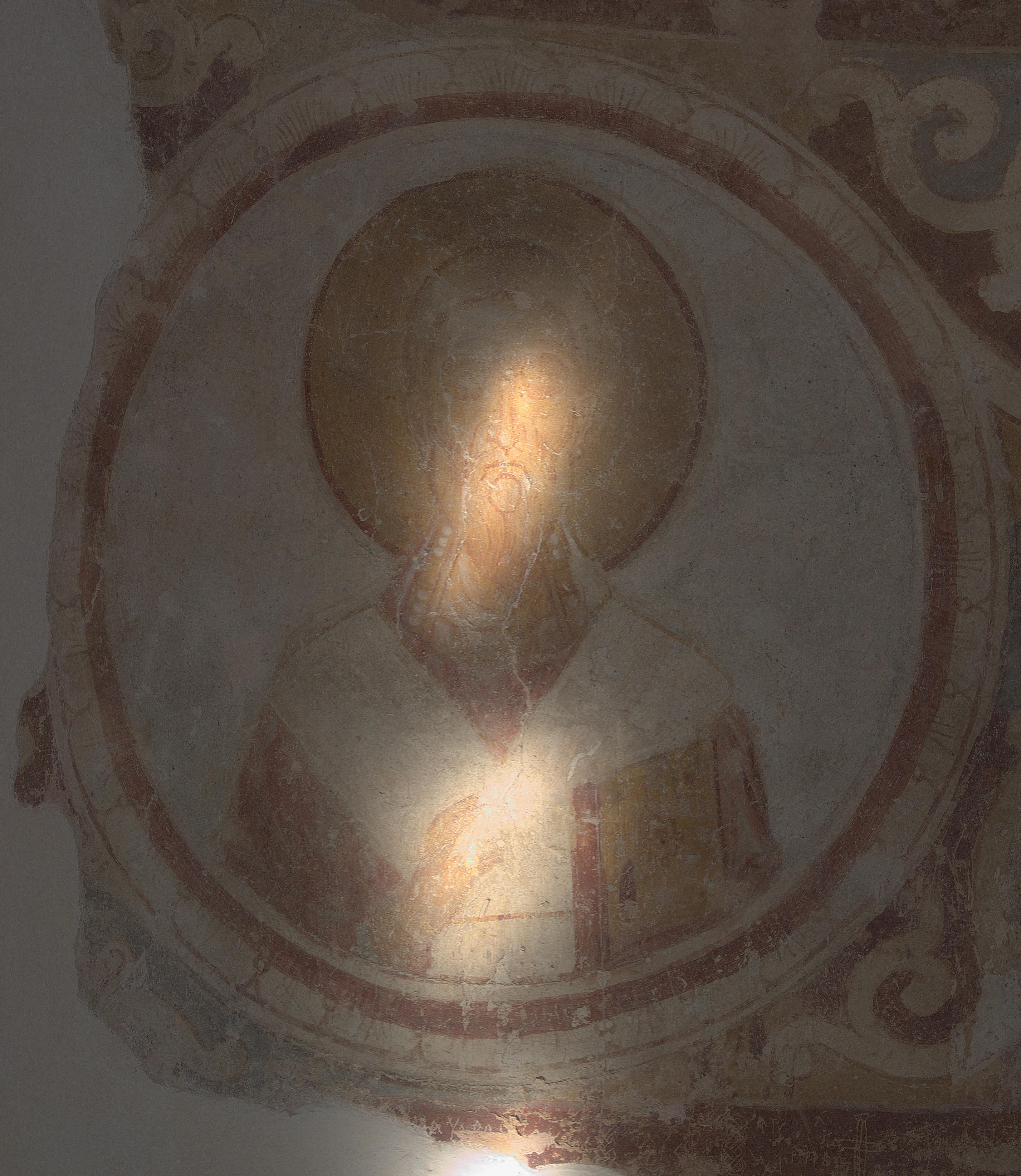
성인을 그린, 스타라야라도가의 12세기 프레스코화.

성인(聖人, saint)은 종교에서 성인됨(聖, holiness)의 상태를 선천적으로건 후천적으로건 가졌거나 보인 사람들로서 타 신도들에게 모범이 되는 사람을 말한다. (이 문서에서는 각 종교들을 가나다순으로 나열한다.) 한편, 종교 외적으로도, 윤리적으로 특히 훌륭한 삶을 산 사람을 높여 부를 때 성인이라 하기도 한다.
기독교의 경우 특히 모범적이고 영적인 삶을 살았거나 순교하거나 하여 타인 내지 타 신도들에게 본보기가 된 사람을 일컫는다.
불교의 경우 무루혜(無漏慧)를 일부라도 증득한 사람을 말한다.
유교의 경우 예(禮)의 창작자 또는 예의 체득자를 말한다.

## 기독교의 성인
기독교 중에서 로마가톨릭교회, 동방 정교회, 성공회, 오리엔트 정교회 등에서는 성인 공경을 중시하고 있으나, 성공회를 제외한 개신교에서는 성인에 대한 공경은 없다. 단지 개신교회에서는 기독교의 중요한 역사적 인물로 보는 시각을 지니며, 다른 종파에서 성인으로 보는 인물을 기독교의 위인 정도로 여긴다. 루터교는 기독교 신앙의 모범이 되는 인물들을 기념하며, 감리교에도 기독교 신앙의 모범이 되는 사도들과 교부, 순교자들, 신학자들, 존 웨슬리를 포함하는 기독교 활동가 등의 인물을 기념한다. 장로교의 창시자격인 장 칼뱅의 신학과 삶을 문서선교로 기념한다.
신약성서에서는 모든 기독교 신자들에 대한 명칭으로 '성도(聖徒)' 또는 '성스러운 사람들'이라는 말이 쓰이고 있지만(골로사이인들에게 보낸 편지 1:2), '성인'이라는 칭호는 초기 교회에서 '성덕이 뛰어난 사람들'을 일컬을 때에만 불렀다.

### 로마 가톨릭교회의 성인
로마 가톨릭교회에서 말하는 성인은 생존시에 영웅적인 덕행으로써 모든 신자들의 모범이 되어, 로마 가톨릭교회가 보편적인 교도권에 의해 성인으로 선포하는 사람 또는 《성인록》에 올라 장엄한 선언에 의해서 성인으로 선포된 사람을 가리킨다. 교황이 특정 인물을 성인으로 선포하는 것을 시성(諡聖)이라고 한다. 교회가 어떤 이의 성성(聖性)을 공인하는 것은, 사도신조의 '거룩하고 보편된 교회와 모든 성인의 통공을 믿으며.'라는 신앙고백에 논거하여 하늘나라에서 영광스러운 자리에 올라 전 세계의 모든 사람들이 그 성인에게 전구(轉求)를, 즉 대신 간구해 줄 것을 요청하여도 된다고 믿는다. 생존시 덕행이나 순교 등이 바로 기독교 신앙의 증언이요, 본보기였다는 것을 의미한다.

#### 한국 천주교회의 성인
천주교 박해로 세상을 떠난 천주교 순교자들 가운데 103명이 1984년 5월 6일 여의도광장에서 교황 요한 바오로 2세에 의해 시성되었다. 이들 가운데 79명은 1925년에 시복된 기해박해(1839년)와 한국 최초의 천주교 신부인 성 김대건 안드레아 신부를 비롯한 병오박해(1846년) 순교자들이며, 24명은 1968년에 시복된 병인박해(1866년) 순교자들이다. 현재 한국 천주교 주교회의에서는 다른 순교자들 중 열정적인 전교와 목회를 실천하다가 순직한 최양업사제를 비롯한 125명에 대한 시복, 시성을 추진하고 있다. 그 중 모친의 장례를 유교가 아닌 천주교 전례에 따라 치른 진산사건으로 순교한 윤지충을 포함한 124명이 2014년 8월 16일 광화문광장에서 교황 프란치스코에 의해 시복식이 집전되었다.

#### 성인과 세례명
로마 가톨릭교회 신자들의 세례명은 거의 모두 성서나 교회역사에 나오는 성인의 이름을 딴 것이다. 보통 남자는 남자 성인의 이름을, 여자는 여자 성인의 이름을 따서 세례명을 짓지만, ‘라이너 마리아 릴케’나 ‘호세 마리아 구티에레스’와 같이 이성 성인의 이름을 붙이는 경우도 드물게 있다. 각 성인의 축일은 그 성인의 이름을 세례명으로 하는 사람의 영명축일이 된다. 예컨대 베드로의 영명축일은 6월 29일이고, 프란치스코의 영명축일은 10월 4일이다.

### 성공회의 성인
성공회에서는 종교개혁 이전 성공회가 공경하던 성인을 공경하고 있으며, 바우로, 베드로, 스테파노, 힐러리, 아모스, 요셉, 니콜라, 어거스틴, 마티아, 마가, 루가 등 성서나 교회사 속의 성인들의 이름을 딴 신명을 세례받은 신자에게 붙여 준다. 이는 성인들의 모범적인 신앙과 삶을 본받으라는 의미가 있다. 현재 대한성공회의 수호성인은 성 니콜라이다.

## 불교의 성인
불교에서의 성인(聖人) 또는 성자(聖者)는 무루혜(無漏慧)를 일부라도 성취한 사람을 말하며, 그렇지 못한 사람을 범부(凡夫)라고 한다. 이 기준은 부파불교와 대승불교 모두에서 인정하는 기준이다. 《구사론》에서 세친은 지혜[慧]에 대해 다음과 같이 말하고 있는데,  이와 같은 이유로 불교에서는 무루혜를 성혜(聖慧) 또는 무루성혜(無漏聖慧)라 부르기도 한다.

慧有二種。有漏無漏。唯無漏慧立以聖名。

지혜[慧]에는 유루혜와 무루혜의 2가지 종류가 있는데 이 중에서 무루혜에만 '성(聖)'이라는 명칭을 쓴다.
— 《구사론》 제26권 〈7. 분별지품(分別智品)〉. 한문본 & 한글본

## 유교의 성인
유교에서의 성인에는 두 가지 의미가 있다.
첫째는 예의 창작자라는 의미이다. 성인이란 예를 만들어 인류에게 문명을 가져다 주는 사람으로 해석한다. 예는 원래 고대 중국 사회에서 행해졌던 전통적인 모든 관행을 정리하고 제도화한 것으로서 그 기원은 분명치 않다. 유교에서는 예(전통적 문명)는 전설상의 제왕(帝王)인 요·순과 하왕조(夏王朝)를 창시한 우(禹)·은(殷)의 탕왕(湯王), 주의 문왕·무왕에 의해서 만들어지고 전해졌으며, 주공(周公)에 의해 대성되었다. 그것은 그 후 공자·맹자에 의해 후세에 전해져 오늘에 이르렀으며 이러한 사람을 작례성인(作禮聖人)이라 하고 숭앙했다.
둘째는 예의 체득자(體得者)라는 의미이다. 예는 사회의 여러 관행을 제도화한 것이기 때문에 거기에는 사람이 행해야 할 길(규범)이라는 성격이 있다. 그리고 성인들은 예를 만들었기 때문에 예의 체득자였다는 것이며, 예의 체득을 목표로 하는 유교의 이상적 인격상(理想的人格像)이 되기에 이른다. 거기에서 성인은 '학(學：禮의 학습·실천)'에 의해서 이루어질 수 있다는 사고방식이 생겨났다. 실제로 조선의 여성유학자인 임윤지당은 조카들에게 '학문을 하면 사람은 서늘한 기운이 나와 부채질을 않아도 더위를 잊게 된다.'고 말하며 항상 공부에 힘쓰라고 격려했을 정도로 학문을 중요하게 생각했는데, 그 이유는 사람은 학문과 학문의 실천을 통해 성인 곧 이상적 인격을 갖게 된다고 보았기 때문이다.

## 기타
종교 외적으로도 성인은 특히 윤리적으로 훌륭한 삶을 산 사람을 높여 부르는 데에 사용되고 있다.

## 같이 보기
- 가톨릭 성인 달력
- 대한성공회의 성인 달력
- 루터교 성인 달력
- 한국 정교회의 성인 달력
- 한국의 로마 가톨릭 성인